# Monte Astor
Il Monte Astor è un'importante vetta alta 3 710 m, posta 3 km a nord del Monte Bowser, nelle Hays Mountains dei Monti della Regina Maud, in Antartide.
Fu scoperto dal Retroammiraglio Richard E. Byrd durante il volo del 28-29 novembre 1929 verso il Polo Sud della Byrd Antarctic Expedition (ByrdAE) e da lui denominato in onore di Vincent Astor, della famiglia Astor, per il suo contributo filantropico alla spedizione del 1929.